# Општина Телчу (Бистрица-Насауд)
Телчу (рум. Telciu) општина је у Румунији у округу Бистрица-Насауд.
Oпштина се налази на надморској висини од 546 m.